# Kaiserpokal 1932
Der Kaiserpokal 1932 war die zwölfte Austragung des Kaiserpokals, des höchsten japanischen Fußballpokalwettbewerbs. Sieger des Wettbewerbs waren die Keiō Club.

## Ergebnisse

### Halbfinale
|           | Ergebnis |                   |
| --------- | -------- | ----------------- |
| Keiō Club | 3:0      | Sakai School Club |

### Finale
|           | Ergebnis |              |
| --------- | -------- | ------------ |
| Keiō Club | 5:1      | Yoshino Club |